# Verkehrslandeplatz

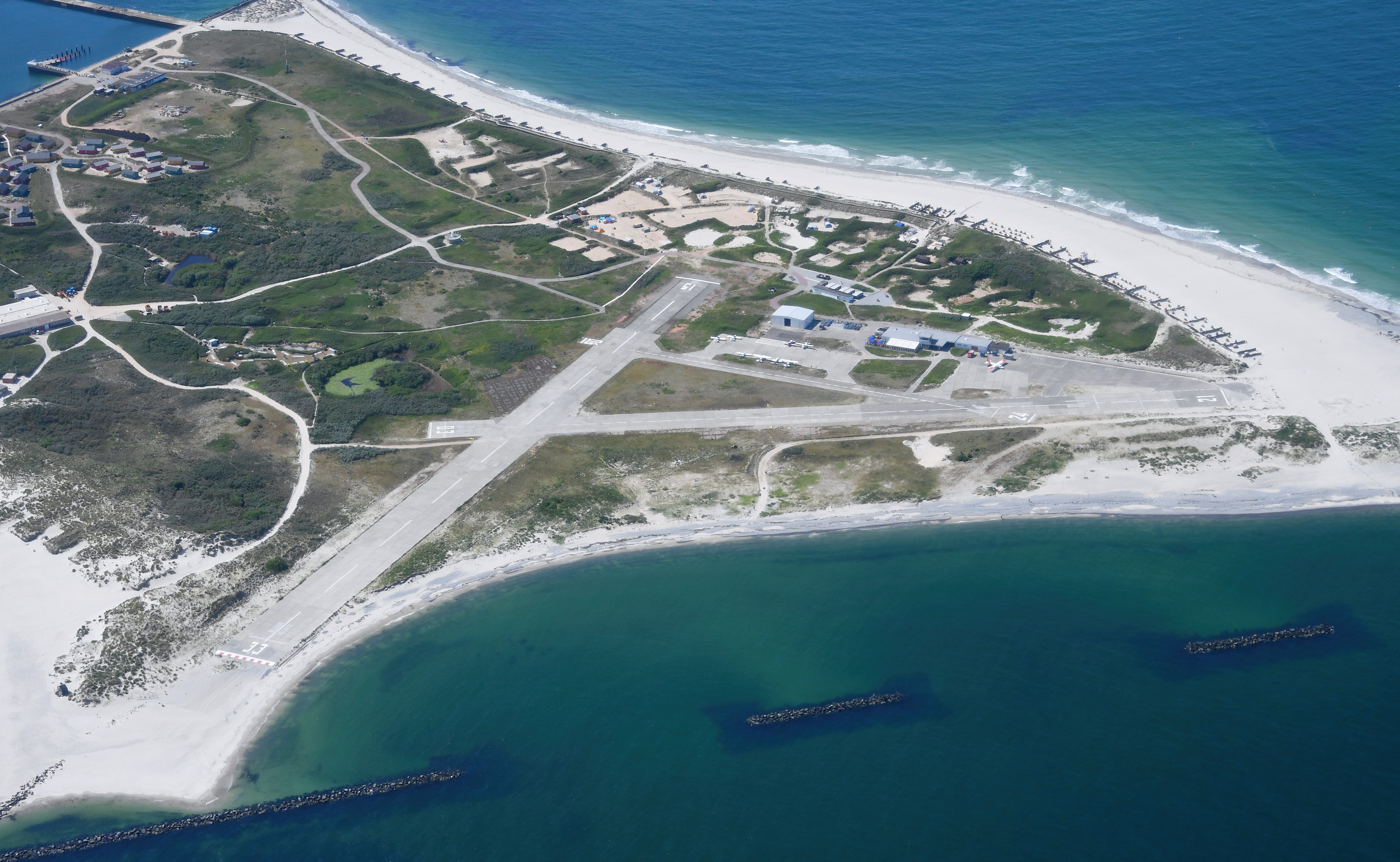
Verkehrslandeplatz Helgoland-Düne

Verkehrslandeplatz är en officiell administrativ beteckning i Tyskland för en viss klass av flygplatser.
Ägaren är förpliktad att hålla flygplatsen öppen under de publicerade öppettiderna. 
Alla luftfarkoster, vars vikt och kategori (flygplan, helikoptrar, luftskepp), är godkända för denna flygplats, får starta och landa där. 
Verkehrslandeplätze har en tysk internationell ICAO-kod, som i Tyskland börjar med "ED.." (i Sverige: "ES.."). 
Verkehrslandeplätze varierar betydligt i storlek. Längsta landningsbana på Helgoland-Dünes flygplats är 480 meter lång, medan Flugplatz Rothenburg/Görlitz har en bana på 2 500 meter.

## Källhänvisningar